# Leucothyreus aloysius
Leucothyreus aloysius är en skalbaggsart som beskrevs av Ohaus 1918. Leucothyreus aloysius ingår i släktet Leucothyreus och familjen Rutelidae. Inga underarter finns listade i Catalogue of Life.